# Lagoa do Caldeirão Grande
A Lagoa do Caldeirão Grande é uma lagoa portuguesa, localizada na ilha açoriana de São Miguel, arquipélago dos Açores, no município de Ponta Delgada encontra-se próxima do Maciço das Sete Cidades, da Lagoa do Peixe e da Lagoa da Prata e do Pico do Carvão. Actualmente é utilizada como reservatório de água para abastecimento agrícola.
Esta lagoa encontra-se a uma cota de altitude em relação ao nível do mar que ronda os 750 metros.